# Звонарская слобода
Звона́рская слобода́ — историческое поселение Москвы, основанное в XV веке и просуществовавшее до семнадцатого столетия . Находилось на левом берегу реки Неглинной, на месте современного Мещанского района.

## История
Звонарская слобода образовалась в XV веке на левом берегу реки Неглинной, в северной части Белого города. Она находилась к северу от современного Звонарского переулка и существовала до XVII столетия. Своё название получила благодаря проживавшим там звонарям при колокольне Ивана Великого. На территории слободы также жили сторожи соборов и церквей Московского Кремля.
Центром слободы был храм Николы Божедомского, позже переименованный в храм Николы в Звонарях. Существующее в настоящее время здание церкви построено в 1781 году архитектором Карлом Бланком.
В результате пожара 1812 года все звонарские дворы выгорели. Местность до 1818 года оставалась в запустении, затем там был проложен Звонарский переулок. В XIX веке он был заставлен малоэтажными постройками, а в 1914 году были возведены первые большие доходные дома № 1 и 5.

## Значимые постройки

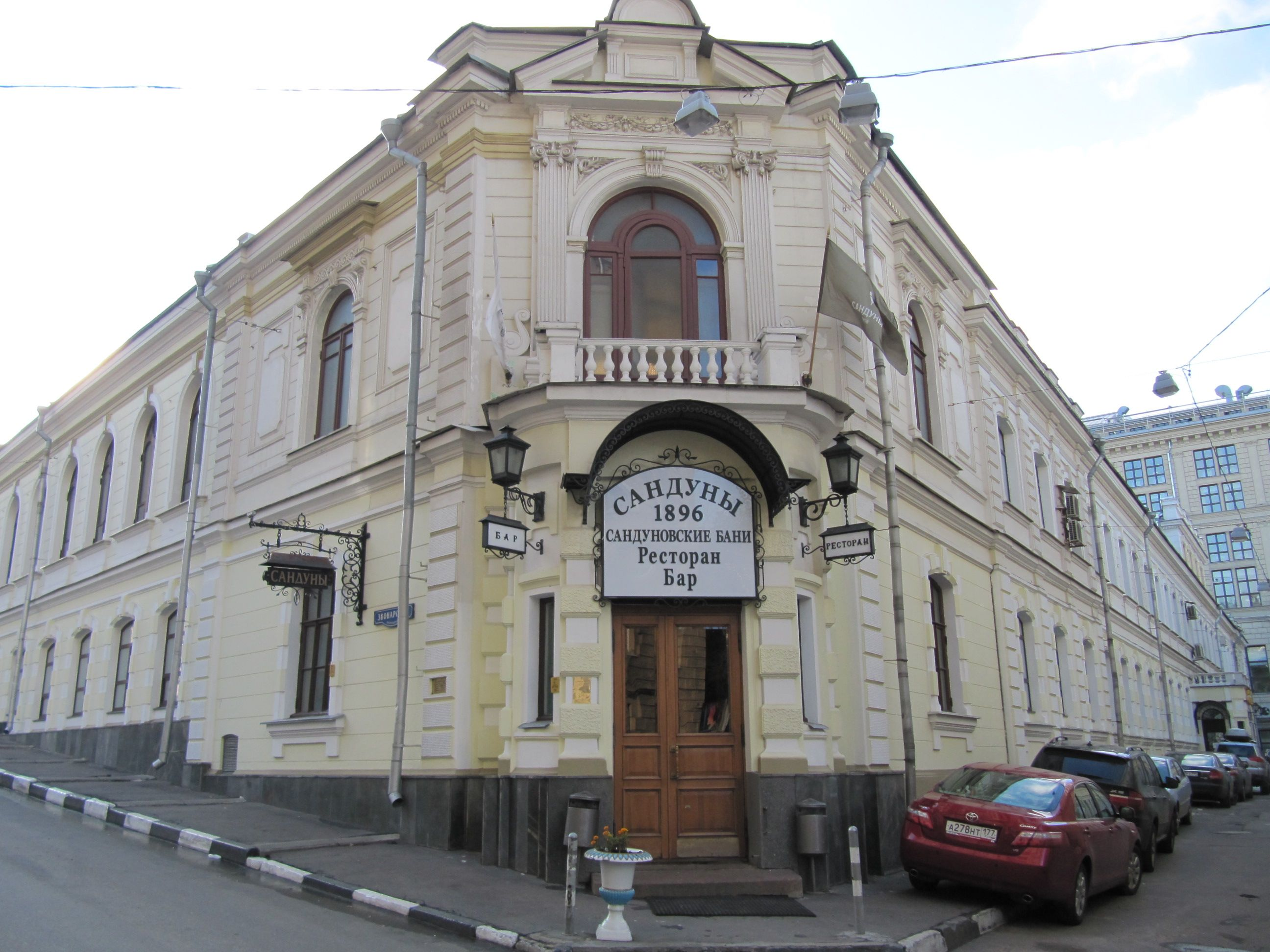
Сандуновские бани, 2010 год

Церковь Николая Чудотворца в Звонарях
Церковь построена в XVI веке на месте «Убогого дома», куда для погребения свозили заложных покойников. В документах 1619 года храм упоминается как деревянный, а с 1657-го — как каменный. Здание современной церкви построили в 1781 году по заказу генерал-поручика Ивана Воронцова. В 1930-х годах храм закрыли и переоборудовали под склад, а в 1960-х передали кафедре рисунка Московского архитектурного института. В 1994-м постройку вернули церкви и образовали там подворье Успенского Пюхтинцкого женского монастыря. В 2017 году распоряжением Департамента городского имущества Москвы храм был передан в собственность Русской православной церкви.
Сандуновские бани
Бани были открыты Силой Сандуновым в 1808 году на берегу Неглинной, где раньше находились огороды бывшей Звонарской слободы. В 1917 году бани перестроили по проекту архитектора Бориса Фрейденберга. В них находилось простонародное отделение и дворянское. Вестибюль самого дорогого выполнен в стиле рококо. Его раздевальня украшена мозаикой художника Владимира Фролова. Бани действовали в советские годы и продолжают работу в настоящее время.
Фабрика Лорие
Доходный дом и ювелирная фабрика Лорие были построены в 1914 году архитектором Фёдором Алексеевичем Ганешиным в Звонарном переулке, дом 5. Фирма «Ф. А. ЛОРІЕ» изготавливала столовое серебро, хрустальные столовые предметы и ювелирные украшения. Шестиэтажное здание фабрики выполнено из красного кирпича в стиле московского модерна. Его фасады украшены витражными окнами и панно с барельефами лебедей. В 1916 году Фёдор Антонович Лорие продал фирму Алексею Ивановичу Соколову. Она просуществовала до 1917 года и после революции предприятие закрылось. В начале XXI века строение перешло в собственность компании «Лукойл». Здание отреставрировали и переоборудовали в бизнес-центр.